# Vufflens-la-Ville
Vufflens-la-Ville (hist. Wolflingen) – miejscowość i gmina (commune) w zachodniej Szwajcarii, w kantonie Vaud, w okręgu (district) Gros-de-Vaud. Leży nad rzeką Venoge. 

## Demografia
W Vufflens-la-Ville mieszka 1346 osób. W 2021 roku 15,2% populacji gminy stanowiły osoby urodzone poza Szwajcarią.

## Transport
Przez teren gminy przebiega droga główna nr 9. 